# Landambulatorium
Das Landambulatorium war eine Einrichtung zur ambulanten medizinischen Versorgung auf dem Lande in der Deutschen Demokratischen Republik. Ein Landambulatorium hatte mindestens zwei Fachabteilungen und sollte, wie die Polikliniken in den Städten, das System der niedergelassenen Ärzte ersetzen. Die Ärzte und weiteren Mitarbeiter eines Landambulatoriums waren staatlich angestellt. Die 1947 von der DDR-Regierung initiierte Reform des Gesundheitswesens wurde durch Gründung von Landambulatorien bei gleichzeitiger Reduktion von Niederlassungen freiberuflicher Ärzte vorangetrieben. Ziel war es, ein Landambulatorium auf je 8000 bis 10000 Einwohner einzurichten. 1950 gab es bereits 136 Landambulatorien, bis 1960 hatte sich ihre Zahl auf 373 erhöht. Sie blieb bis zum Ende der DDR bei etwa 380 Einrichtungen.